# Jessica de Abreu
Jessica (Jessy) de Abreu (Amsterdam, 21 juli 1989) is een Nederlands antropoloog, curator en activist.

## Leven en werk
De moeder van De Abreu kwam in de jaren zeventig als zorgmedewerker uit Suriname naar Amsterdam-Zuidoost. De Abreu groeide op in de Bijlmer. Op school kreeg zij te maken met onderadvisering: hoewel zij de op een-na-hoogste Cito-score van de klas van Basisschool De Venser te Diemen (1993-2001) had, kreeg zij toch een havo/vwo-advies. Dankzij de steun van haar moeder werd zij toegelaten tot het vwo van de Open Schoolgemeenschap Bijlmer (2002-2007) en haalde na opleiding aan Vrije Universiteit Amsterdam (2008-2018) drie masters: culturele antropologie en cultuur, sociale antropologie en organisatie en management.
Haar werk richt zich op het gebied van de Afrikaanse diaspora, anti-zwart racisme en postkoloniale perspectieven. Samen met haar partner Mitchell Esajas, die ze aan de Vrije Universiteit leerde kennen, raakte ze in 2014 betrokken bij de actiegroep Kick Out Zwarte Piet. Ze is bestuurslid van New Urban Collective en medeoprichter van The Black Archives, een archief rondom zwart erfgoed. Ze is actief in de Black Lives Matter-beweging en was algemeen coördinator bij het European Network of People of African Descent (ENPAD), een netwerk van zwarte politieke organisaties in Europa.
Zij deed onderzoek naar opwaartse sociale mobiliteit in New York, Amsterdam en Londen, naar sociaal ondernemerschap in Britse zwarte gemeenschappen vanuit postkoloniaal perspectief, en naar de manier waarop zwarte vrouwen, in het bijzonder van de Vereniging Ons Suriname, passen in de nalatenschap van activisme door zwarte vrouwen in het Caribisch gebied en Nederland.
De Abreu en Esajas werkten samen met het Stedelijk Museum Amsterdam bij de tentoonstelling Surinaamse School in 2020-2021.

## Onderscheidingen
In 2017 kregen Jessica de Abreu en Mitchell Esajas de Black Achievement Awards voor The Black Archives. In 2018 kreeg The Black Archives de Amsterdamprijs voor de Kunst.